# San Piero a Ponti
San Piero a Ponti è una frazione dei comuni italiani di Campi Bisenzio e di Signa, nella città metropolitana di Firenze, in Toscana.

## Geografia fisica
Il centro abitato è posto lungo la "via Pistoiese" (strada statale 66), lungo la quale passa il confine tra i due comuni, ed è attraversato dal fiume Bisenzio.
Tradizionalmente il paese viene diviso nei rioni di San Cresci (sulla riva sinistra del Bisenzio) e del Gorinello (sulla riva destra).

## Storia
San Piero a Ponti è nota per l'eccidio di San Piero a Ponti, rappresaglia nazista che il 13 agosto 1944 vide la fucilazione di tredici inermi cittadini.
Un altro evento storico fu l'alluvione del 4 novembre 1966, causata dal Bisenzio che aveva rotto gli argini nei pressi di San Mauro a Signa, e sommerse il rione del Gorinello con quattro metri di acqua e quello di San Cresci (allagato da fossi minori) da circa un metro.

## Monumenti e luoghi di interesse

### Architetture religiose
- Chiesa di San Piero, nel rione del Gorinello, risalente al XII secolo e conservante una Madonna con Bambino del XIV secolo attribuita al Maestro delle Immagini Domenicane;
- Chiesa di San Cresci, di antichissima origine (861, ma forse le prime strutture religiose  risalivano al 500) ma interamente ricostruita nel 1911, conserva ancora tracce del suo passato negli arredi interni.

Molto probabilmente questa è stata la prima chiesa eretta nella provincia di Firenze.

### Architetture civili
Il rione del Gorinello vanta anche un teatro dedicato a Cesare Rugi ed una compagnia teatrale stabile denominata "Histriones" attiva da più di trent'anni.

## Società

### Istituzioni, enti e associazioni
Da un punto di vista sociale e aggregativo sono tre i circoli presenti nella zona:
- Circolo MCL "Il Gorinello" situato nel cuore del borgo del Gorinello, circolo parrocchiale adiacente alla Chiesa di San Piero a Ponti.
- Circolo ARCI Dino Manetti
- Circolo Rinascita, situato nella zona denominata San Cresci

Un'associazione storica è quella del "Viola Club Gorinello" istituito nel 1980.

### Eventi
In occasione della ricorrenza patronale dei santi Pietro e Paolo (29 giugno), ogni anno dal 1974 a cavallo fra giugno e luglio il circolo parrocchiale MCL Il Gorinello ospita la Festa dei Patroni: una sagra i cui piatti principali sono a base di pecora.
Sono celebri nella zona anche i giochi rionali, che pongono il loro centro alla chiesa di San cresci.